# Przyłu
Przyłu, właśc. Bartosz Przyłucki (ur. 6 lipca 1999 w Zalesiu Górnym) – polski raper. Od września 2019 członek wytwórni QueQuality należącej do rapera Quebonafide, który był  wcześniej kojarzony z wytwórnią Hashashins.

## Dyskografia
- Wszystko Zanim mixtape (2018),
- Stowarzyszenie Umarłych Raperów (2019, razem z VBS),
- Juniper (2020) – złota płyta[1]
- Homeless Boy (2020),
- Przystanek Pionierów mixtape (2020),
- RAW mixtape (2021),
- Przyjaciele czekają w domu (2021)[2],
- LEON (2024).

## Nagrody i osiągnięcia
- (2021) – platynowa płyta za singiel „Jazz”, który stworzył razem z raperem VBSem[3],
- (2022) – platynowa płyta za singiel „Usta”[4],
- (2021) – utwór z Zalią, „Bezsensownie” podbił listy przebojów radiowych[5].